# Cebes de Tebes
Cebes de Tebes (Kébes) fou un deixeble de Filolau el pitagòric i de Sòcrates, dels que fou íntim amic. Diògenes Laerci i Suides li atribueixen tres obres Πίναξ, Ἑβδόμη, i Φρύνιχος, la primera de les quals es conserva.